# 포리스트오브딘구

포리스트오브딘구의 위치

포리스트오브딘구(영어: Forest of Dean District)는 잉글랜드 글로스터셔주에 위치한 비도시 자치구로 중심 도시는 콜퍼드이며 인구는 83,674명(2014년 기준), 면적은 526.4km2이다.